# Tseï
Tseï (en russe : Цей, et en ossète : Цъӕй) est une station de sports d'hiver située en Ossétie du Nord dans le Caucase russe.

## Géographie
Tseï se trouve sur le versant nord du Grand Caucase dans le Caucase Central, au pied du mont Adaï-Khokh (4 408 m), à une altitude de 1 910-2 200 mètres. La station est au sud du raïon d'Alaguir, à 53 km d'Alaguir et à 98 km de Vladikavkaz.

## Climat
Les hivers sont peu froids pour la région (-7 °C en moyenne en janvier) et les pluies relativement fréquentes en été. La température moyenne en août est de 13 °C. Les précipitations moyennes annuelles sont de 1 000 mm et l'ensoleillement de 2 256 heures par an. La pression atmosphérique moyenne est de 810 hPa.

## Tourisme
La station possède une maison de vacances Tseï (320 lits), un camp d'alpinisme, des hôtels et une base touristique.

### Ski alpin
La saison de ski court de décembre à avril. Les pistes sont situées de 1 950 mètres à 2 870 mètres d'altitude. Il existe des remontées mécaniques et deux télésièges.

### Alpinisme

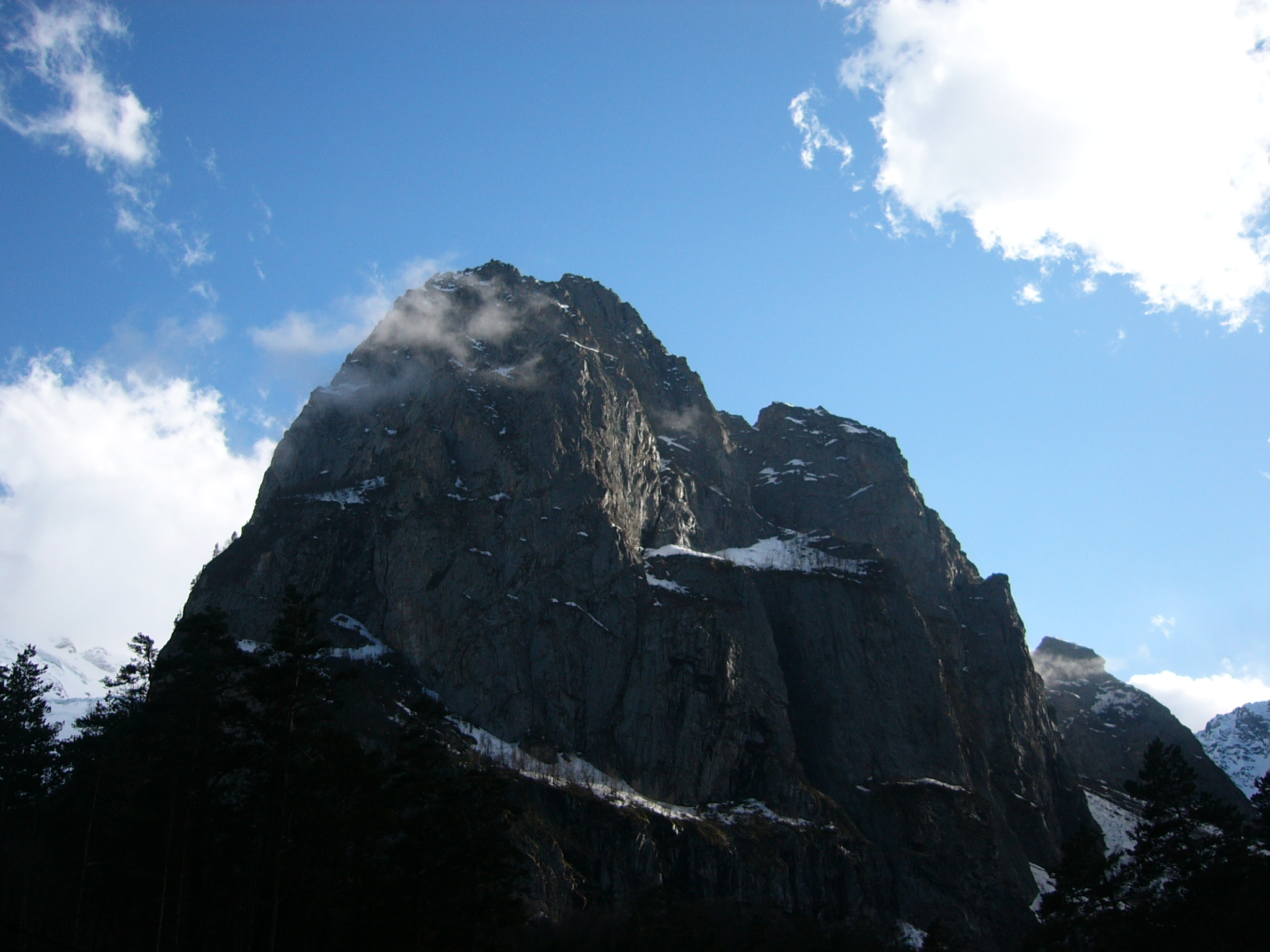
Vue du mont du Moine (Monakh)

La station est entourée de vingt-huit hauts sommets, de 4 410 mètres (Adaï-Khokh) à 3 900 mètres (pic de Choulguine). À neuf kilomètres du village, se trouve le glacier de Tseï entre le mont Adaï-Khokh et le mont Ouilpata (4 646 mètres) qui descend à 2 200 mètres d'altitude et qui donne naissance à la rivière Tseïdon (affluent gauche de l'Ardon). Les randonneurs bénéficient de nombreux itinéraires dont les plus prisés mènent au mont du Moine (2 990 mètres).

## Dans la culture
Début mars 1984, au camp d'alpinisme de Tseï, Iouri Vizbor écrit sa dernière chanson Tseïskaïa.

## Source
- (ru) Cet article est partiellement ou en totalité issu de l’article de Wikipédia en russe intitulé « Цей » (voir la liste des auteurs).